# Mlipak
Mlipak is een bestuurslaag in het regentschap Wonosobo van de provincie Midden-Java, Indonesië. Mlipak telt 4850 inwoners (volkstelling 2010).